# Joseph William Martin
Joseph William „Joe” Martin Jr (ur. 2 listopada 1884, zm. 6 marca 1968) – amerykański polityk ze stanu Massachusetts, działacz Partii Republikańskiej.

## Życiorys
Urodzony w North Attleborough w rodzinnym Massachusetts Martin ukończył North Attleboro High School w roku 1902. Następnie szereg lat pracował jako dziennikarz (Attleboro Sun and Providence Journal, 1902–1908, publicysta w Evening Chronicle at North Attleboro od 1908).

### Kariera polityczna
Zanim Martin został wybrany członkiem federalnej Izby Reprezentantów, pełnił następujące funkcję, oczywiście jako republikanin:
- Członek stanowej Izby Reprezentantów, gdzie zasiadał w latach 1912–1914
- Stanowy Senator (1914–1917)
- Przewodniczący Massachusetts Street Railway Investigating Commission
- Przewodniczący Massachusetts legislative campaign committee
- Sekretarz wykonawczy Stanowego Komitetu Partii Republikańskiej
- Delegat na Krajowe Konwencje Republikanów w latach: 1916, 1936, 1940, 1948, 1952 oraz 1956

Prócz tego piastował, już zasiadając w Izbie Reprezentantów, takie stanowiska, jak:
- Przewodniczący Republican National Conventions (Konwencji Krajowej, nominującej kandydata na prezydenta w latach 1940, 1944, 1948 i 1952)
- Członek Krajowego Komitetu Partii (kierownictwa)
  - W latach 1940–1942 przewodniczący partii

#### Izba Reprezentantów
Wybrany po raz pierwszy do Izby Reprezentantów USA w listopadzie roku 1924 zasiadał w niej w okresie 21 dwuletnich kadencji (4 marca 1925 – 3 stycznia 1967). Reprezentował 14. okręg wyborczy Massachusetts, a od 1963 dziesiąty.
Liderem mniejszości został po raz pierwszy w roku 1939 (demokraci, na czele z prezydentem Franklinem Delano Rooseveltem dzierżyli praktycznie niepodzielną władzę, kontrolując Biały Dom i Kongres, ten ostatni przytłaczającą większością mandatów, od roku 1933). Martin stał na czele frakcji republikanów w Izbie do 3 stycznia 1947, kiedy to jego partia zdobyła wreszcie większość w obu izbach Kongresu, a on sam został spikerem. Pełnił też funkcję lidera mniejszości w latach 1949–1953 i 1955–1957, kiedy to, pozostając członkiem Izby, przekazał kierownictwo.

##### Spiker Izby Reprezentantów
Po raz pierwszy został spikerem w roku 1949 i był nim przez dwa lata, do 1949, kiedy demokraci odzyskali kontrolę nad izbą. Powrócił wtedy na stanowisko lidera mniejszości (dotychczasowy lider republikanów, wtedy w większości, Charles A. Halleck, musiał ustąpić mu miejsca, zostając jego zastępcą).
Drugi raz, także na dwa lata (1953–1955) Martin objął fotel spikerski, kiedy republikanie odzyskali kontrolę nie tylko nad Kongresem, ale i Białym Domem (w osobie generała Dwighta D. Eisenhowera). Te dwa pojedyncze okresy były najkrótszymi ze wszystkich okresów, kiedy republikanie sprawowali kierownictwo.
Tak więc w okresie swojego pierwszego „spikerstwa” (ang. speakership) Martin był najwyżej postawionym republikaninem od czasów prezydentury Herberta Hoovera (1929–1933) i drugą osobą w państwie i kolejce do prezydentury (Harry Truman nie miał w owym czasie wiceprezydenta w swoim gabinecie).

### Koniec kariery
Po przegranej walce o ponowną nominację do Kongresu w roku 1966 Martin zakończył swoją karierę. Zmarł w Hollywood na Florydzie. Pochowano go na Mount Hope Cemetery w rodzinnym mieście.
W roku 1960 wydawnictwo McGraw-Hill opublikowało książkę pt. My First Fifty Years in Politics („Moje pierwsze piętnaście lat w polityce”), która była wywiadem-rzeką z Martinem, który przeprowadził Robert J. Donovan.
Jedna z sześciu szkół w jego rodzinnym mieście (tj. The Joseph W. Martin, Jr. Elementary School) jest nazwana na jego cześć.

### W sieci
- Oficjalna biografia ze stron Kongresu